# Liga Mexicana de Béisbol
La Liga Mexicana de Béisbol (LMB) es uno de los dos campeonatos de béisbol profesional de más alto nivel en México. Es miembro oficial de la Confederación Mundial de Béisbol y Softbol (WBSC). Es la liga con más cobertura geográfica y equipos participantes, además de ser la más antigua en el país, contando con mayor difusión por parte de los medios de comunicación nacionales, el clásico de la liga mexicana de béisbol es entre SULTANES DE MONTERREY & ALGODONEROS UNIÓN LAGUNA el partido con más rivalidad. 
La temporada regular se desarrolla entre abril y agosto dividida en dos vueltas, dejando septiembre y octubre para los play-offs; y en la pausa entre ambas vueltas se realiza el Juego de Estrellas. La conforman actualmente 20 equipos divididos en 2 zonas (Zona Norte y Zona Sur). El equipo más ganador del circuito son los Diablos Rojos del México con 17 campeonatos. La rivalidad más fuerte que existe en la liga es entre los Diablos Rojos del México y los Tigres de Quintana Roo.
La Liga Mexicana tiene dos ligas de desarrollo, la Liga Invernal Mexicana y la Liga Nacional de Prospectos (Doble A en verano, Rookie en invierno).

## Liga Mexicana
La historia de la Liga Mexicana se puede dividir en tres etapas:

### Primera etapa
Comprende de 1925 a 1937, jugándose casi exclusivamente en la Ciudad de México.
Al fundarse la LMB, el béisbol fortaleció su popularidad en México, y los primeros cimientos comenzaron el 24 de febrero de 1925 con la unificación de las Asociaciones Mexicana y del D. F., dejando un solo organismo que rigiera el béisbol en aquel entonces. 
Los directivos Ernesto Carmona Verduzco y Eduardo R. Rodríguez, llevaron por buen camino el béisbol, todavía en sus categorías primera fuerza (profesional), segunda (semi), tercera, cuarta, juveniles y hasta infantiles. 
Pero el 11 de marzo de ese mismo año, desde Nueva York, llegó una información en donde se decía que Hal Chase, expelotero de los Medias Blancas de Chicago de 1919, y que radicaba en Agua Prieta, Sonora, estaba planeado fundar la Liga Nacional Mexicana de Béisbol, dicha fundación no se concretó. 
Pero la visión, conocimientos y sobre todo, estar al día con los reglamentos del béisbol organizado, de Alejandro Aguilar Reyes y Ernesto Carmona Verduzco, y tras reunirse en varias ocasiones con propietarios de clubes, empezaron a edificar el circuito. 
Tuvieron que pasar muchos obstáculos difíciles, sobre todo cuando el 26 de mayo se preparó un "cuartelazo" contra la Asociación Mexicana, pero lograron sofocarlo, aunque quedó un enemigo fuerte: la Liga Cismática, la cual desaparecería más adelante. 
Alejandro Aguilar Reyes Fray Nano y Ernesto Carmona Verduzco siguieron con su arduo trabajo para la fundación de la Liga Mexicana, y una vez establecidos los reglamentos, Alejandro Aguilar Reyes quedó como presidente, además de ser propietario del famoso Parque Franco Inglés, era titular de la Asociación de Ampayers, periodista, y en algunas ocasiones se ponía los arreos para cantar bolas y strikes, o bien, auxiliar en las bases. 
Cuatro días antes del primer juego oficial de la Liga Mexicana, y tras una larga reunión, que finalizó cerca de la medianoche del miércoles 24 de junio, quedaron establecidas las bases para la temporada.
Para más detalles sobre la primera temporada, véase: Liga Mexicana de Béisbol 1925.

### Segunda etapa
Va de 1937 hasta 1954. Lo más destacable es que en 1937 se inicia la compilación de estadísticas.

### Tercera etapa: ingreso al béisbol organizado
La Liga Mexicana ingresó al Béisbol Organizado de los Estados Unidos en el año de 1955 bajo la denominación 'Clase AA', gracias a las gestiones realizadas por el magnate chihuahuense Anuar Canavati, quien fungía como presidente de los Sultanes de Monterrey en aquella época.
Ese movimiento resultó bastante provechoso para el béisbol de México, porque dio inicio a los convenios de los equipos mexicanos con las novenas de las Ligas Mayores, siendo los primeros de ellos el de los Sultanes de Monterrey con los Dodgers de Brooklyn y el de los Tigres Capitalinos con los Piratas de Pittsburgh. En ese mismo año, 1955, los Tigres ganaron su primer título en la liga gracias a los refuerzos obtenidos de las Grandes Ligas. 
En la década de los sesenta se amplía el número de equipos y se incluyen algunos e la Liga Central de Beisbol, que eran categoría menores y se reorganizan. En 1967 se le otorga a la Liga Mexicana el nivel "Clase AAA"; sin embargo, como parte de la reorganización de las Ligas Menores de Béisbol de 2021, la Liga Mexicana de Béisbol no se incluyó como una liga "Clase AAA", aunque continúa operando de forma independiente.

### Para la historia
- Primer Escenario: Parque Franco Inglés del Distrito Federal.
- Primer Juego: 28 de junio de 1925. México 7, Agraria 5, en 14 entradas.
- Primer Ampayer: Gabriel Atristáin.
- Primer Hit: Jesús Castillo, México vs Agraria, 28 de junio.
- Primer Doble: Jesús Castillo, México vs Agraria, 28 de junio.
- Primer Triple: Jorge Viñas, Nacional vs Agraria, 5 de julio.
- Primer Jonrón: Virginio Gámiz, 74 Regimiento vs Nacional, 12 de julio.
- Primera Carrera Producida: Eduardo Ampudia, México, 28 de junio, 1a. Entrada.
- Primera Carrera Anotada: Francisco Guzmán, México, 28 de junio, 1a. Entrada.
- Primer toque-sacrificio: Gregorio Valdés, Agraria, 28 de junio.
- Primer Elevado-sacrificio: Francisco Ramírez, México, 28 de junio, 6a. Entrada.
- Primera Base Robada: Ismael Ponce, México, 28 de junio.
- Primer Robo de Home: Anastacio Santaella, Nacional, 5a. Entrada, el 5 de julio. Ernesto Carmona Verduzco, Agraria, 8a entrada, el 5 de julio.
- Primeros Robos en un Inning: Ernesto Carmona, Agraria, 8a entrada, el 5 de julio. Se robó la tercera base y luego el home.
- Primer Pitcher Ganador: Benito Marrero, México.
- Primer Pitcher Derrotado: Jesús Gallardo, Agraria.
- Primera Blanqueada: Benito Marrero, México vs Nacional (4-0), 30 de agosto.
- Primera Base Concedida: Luis Mellado, Agraria vs México, 28 de junio, 1a. Entrada.
- Primer Juego de Extrainnings: México 7, Agraria, 5, en 14 entradas, 28 de junio.
- Primer juego sin hit ni carrera: Martín Dihigo del Águila venciendo por 4 a 0 a Nogales en Veracruz el 16 de septiembre de 1937.
- Primer juego perfecto: Ramiro Cuevas de Tecolotes de Nuevo Laredo venciendo por 1 a 0 al México el 14 de agosto de 1953.[8]
- Primer Mánager mexicano en conquistar 2 campeonatos: Manuel Oliveros con el Tigres de Comintra. El primer título lo logró en 1930 y el segundo en 1933.[9]
- Primer Mánager en conquistar 2 campeonatos consecutivos: Salvador Teuffer, al frente del equipo Agrario de México en las temporadas 1935 y 1936.[10]
- Primer Mánager en conquistar 3 campeonatos consecutivos: Lázaro Salazar, con los Industriales de Monterrey en las temporadas 1947 y 1948; y con los Sultanes de Monterrey en 1949.[11]
- Primer Mánager Debutante en conquistar 2 campeonatos consecutivos: Armando Marsans en las temporadas 1945 y 1946 con los Alijadores de Tampico.[12][13]
- Más carreras producidas en un juego: Lonnie Sommers de los Diablos Rojos del México con 11 ante el Unión Laguna de Torreón el domingo 10 de abril de 1949.[14]
- Primer jugador en conectar tres triples en un juego: Ray Garza jugando para Monterrey frente a Poza Rica el 20 de agosto de 1958.[15]
- Primer Pitcher en lanzar 2 juegos sin hit ni carrera en una misma temporada: Chet Brewer, al lanzar en 1939 con los Alijadores de Tampico. El primero lo logró el 29 de mayo cuando venció por 6-0 a los Tigres de Comintra, que manejaba Manuel Oliveros. El segundo lo alcanzó el 12 de agosto del mismo 1939 en un gran duelo de 1-0 en que venció 1-0 a los Gallos de Santa Rosa.[16]
- Primer jugador en conectar cuatro cuadrangulares en un juego: Derek Bryant de los Astros de Tamaulipas el 14 de mayo de 1985 ante los Rieleros de Aguascalientes en el Parque Alberto Romo Chávez.[17]

### Presidentes
- 1925-1926: Alejandro Aguilar Reyes "Fray Nano"
- 1927-1929: Ernesto Carmona Verduzco
- 1930-1932: Federico Reynaud
- 1934: Manuel Márquez
- 1935: Alberto Uruchurtu
- 1936-1937: Higinio Ureta
- 1938: Ernesto Carmona Verduzco
- 1940: Ernesto Carmona Verduzco
- 1941: Mario Loustou
- 1942: Alejandro Aguilar Reyes
- 1943-1945: Octavio Rueda Magro
- 1946-1948: Jorge Pasquel Casanueva
- 1949-1952: Eduardo Quijano Pitman
- 1953-1955: Arnulfo T. Canales
- 1956-1958: Federico Miranda
- 1959: Carlos Rubio
- 1960-1961: Eduardo Orvañanos Zúñiga
- 1962-1981: Antonio Ramírez Muro
- 1982: Roberto Francisco Ávila González, Pedro Treto Cisneros, Roberto Mansur Galán
- 1983-1999: Pedro Treto Cisneros
- 1999: Gustavo Ricalde Durán
- 2000-2001: José Orozco Topete
- 2002-2004: Raúl González Rodríguez
- 2005-2006: Alejandro Hütt Valenzuela
- 2007-2017: Plinio Escalante Bolio
- 2017-2019: Javier Salinas Hernández
- 2020-presente: Horacio de la Vega Flores

## Historial

### Cronología
| Equipo Actual |

| Equipo Ya No Participa |

### Clubes de mayor consistencia
En todos sus años de vida, han pasado por la Liga Mexicana más de 90 equipos, y las únicas organizaciones que se han mantenido, desde su ingreso, son Monterrey (1939), México (1940), Tigres (1955), Saltillo (1970), Campeche (1980) y Oaxaca (1996).
Tabasco ha jugado de manera ininterrumpida desde 1977, Yucatán desde 1979, Monclova desde 1982 y Laguna desde 1985.

### Sedes de la Liga Mexicana de Béisbol
La liga se ha jugado en 41 ciudades diferentes al rededor del país, la Ciudad de México es la única sede que ha tenido béisbol desde 1925 de manera ininterrumpida, la segunda ciudad que más tiempo ha tenido béisbol de la Liga Mexicana sin interrupciones es la ciudad de Monterrey, donde se juega desde 1939 y la tercera ciudad es Saltillo que ha tenido béisbol desde 1970.
Actualmente son 21 ciudades en donde se juega Liga Mexicana de Béisbol, Siendo Coahuila el único estado con más de una sede. El único estado fuera de la república Mexicana donde se juega es Texas, que es sede de los Tecolotes de los Dos Laredos y alterna con Nuevo Laredo, Tamaulipas.
Históricamente Veracruz es el estado que ha tenido más sedes en la historia de la liga con 9 ciudades diferentes, seguido por Coahuila que en total ha tenido 4 sedes, Tamaulipas ha contado con 3 y por último Campeche, Chihuahua, Durango, Guanajuato, Jalisco, Quintana Roo, Tabasco y Yucatán han tenido en su historia 2, siendo los únicos estados que han tenido más de una sede.
| Sedes Liga Mexicana de Béisbol                                                                             |                                                                 |                              |                           |
| Estatus | Ciudad                                                          | Último Equipo                | Ininterrumpidamente Desde |
| Participa Actualmente                                                                                      | Aguascalientes, Aguascalientes                                  | Rieleros de Aguascalientes   | 2012                      |
| Participa Actualmente                                                                                      | Campeche, Campeche                                              | Piratas de Campeche          | 1980                      |
| Participa Actualmente                                                                                      | Cancún, Quintana Roo                                            | Tigres de Quintana Roo       | 2007                      |
| Participa Actualmente                                                                                      | Chihuahua, Chihuahua                                            | Dorados de Chihuahua         | 2024                      |
| Participa Actualmente                                                                                      | Ciudad de México                                                | Diablos Rojos del México     | 1925                      |
| Participa Actualmente                                                                                      | Durango, Durango                                                | Caliente de Durango          | 2017                      |
| Participa Actualmente                                                                                      | Huimilpan, Querétaro                                            | Conspiradores de Querétaro   | 2024                      |
| Participa Actualmente                                                                                      | Laredo, Texas(1)                                                | Tecolotes de los Dos Laredos | 2018                      |
| Participa Actualmente                                                                                      | León, Guanajuato                                                | Bravos de León               | 2017                      |
| Participa Actualmente                                                                                      | Mérida, Yucatán                                                 | Leones de Yucatán            | 1979                      |
| Participa Actualmente                                                                                      | Monclova, Coahuila                                              | Acereros de Monclova         | 1982                      |
| Participa Actualmente                                                                                      | Monterrey, Nuevo León                                           | Sultanes de Monterrey        | 1939                      |
| Participa Actualmente                                                                                      | Nuevo Laredo, Tamaulipas(1)                                     | Tecolotes de los Dos Laredos | 2018                      |
| Participa Actualmente                                                                                      | Oaxaca, Oaxaca                                                  | Guerreros de Oaxaca          | 1996                      |
| Participa Actualmente                                                                                      | Puebla, Puebla                                                  | Pericos de Puebla            | 2000                      |
| Participa Actualmente                                                                                      | Saltillo, Coahuila                                              | Saraperos de Saltillo        | 1970                      |
| Participa Actualmente                                                                                      | Tijuana, Baja California                                        | Toros de Tijuana             | 2014                      |
| Participa Actualmente                                                                                      | Torreón, Coahuila(2)                                            | Algodoneros de Unión Laguna  | 1985                      |
| Participa Actualmente                                                                                      | Veracruz, Veracruz                                              | El Águila de Veracruz        | 2021                      |
| Participa Actualmente                                                                                      | Villahermosa, Tabasco                                           | Olmecas de Tabasco           | 1977                      |
| Participa Actualmente                                                                                      | Zapopan, Jalisco(3)                                             | Charros de Jalisco           | 2021                      |
| Estatus | Ciudad                                                          | Último Equipo                | Última Participación      |
| No Participa Actualmente                                                                                   |                                                                 |                              |                           |
| Chetumal, Quintana Roo                                                                                     | Mayas de Chetumal                                               | 1998                         |                           |
| Ciudad del Carmen, Campeche                                                                                | Delfines del Carmen                                             | 2016                         |                           |
| Ciudad Juárez, Chihuahua                                                                                   | Indios de Ciudad Juárez                                         | 1984                         |                           |
| Coatzacoalcos, Veracruz                                                                                    | Azules de Coatzacoalcos                                         | 1983                         |                           |
| Córdoba, Veracruz                                                                                          | Cafeteros de Córdoba                                            | 2006                         |                           |
| Gómez Palacio, Durango(2)                                                                                  | Algodoneros de Unión Laguna                                     | 1974                         |                           |
| Guadalajara, Jalisco(3)                                                                                    | Charros de Jalisco                                              | 1995                         |                           |
| Guanajuato, Guanajuato                                                                                     | Club Guanajuato                                                 | 1926                         |                           |
| Jalapa, Veracruz                                                                                           | Ocampo de Jalapa                                                | 1927                         |                           |
| Minatitlán, Veracruz                                                                                       | Petroleros de Minatitlán                                        | 2013                         |                           |
| Pachuca, Hidalgo                                                                                           | Pachuca de Hidalgo                                              | 1934                         |                           |
| Poza Rica, Veracruz                                                                                        | Petroleros de Poza Rica                                         | 2006                         |                           |
| Reynosa, Tamaulipas                                                                                        | Broncos de Reynosa                                              | 2016                         |                           |
| Sabinas, Coahuila                                                                                          | Piratas de Sabinas                                              | 1973                         |                           |
| San Luis Potosí, San Luis Potosí                                                                           | Tuneros de San Luis                                             | 2006                         |                           |
| Tampico, Tamaulipas                                                                                        | Astros de Tamaulipas                                            | 1985                         |                           |
| Toluca, Estado de México                                                                                   | Truchas de Toluca                                               | 1984                         |                           |
| Zona metropolitana de Orizaba, Veracruz(4) Ciudad Mendoza, Veracruz Nogales, Veracruz Río Blanco, Veracruz | Gallos de Santa Rosa Cerveceros de Nogales Cidosa de Río Blanco | 1939 1938                    |                           |

1 La Ciudad de Nuevo Laredo, Tamaulipas y la ciudad de Laredo, Texas son sedes del equipo de Tecolotes, al pertenecer a la Zona metropolitana de Nuevo Laredo-Laredo, en el mapa solo se indica como Dos Laredos.
2 La Ciudad de Gómez Palacio, Durango y la ciudad de Torreón, Coahuila han albergado al equipo de Algodoneros, al pertenecer a la Zona metropolitana de La Laguna, en el mapa solo se indica la ciudad actual.
3 La Ciudad de Guadalajara, Jalisco y la ciudad de Zapopan, Jalisco han albergado al equipo de Charros, al pertenecer a la Zona metropolitana de Guadalajara, en el mapa solo se indica la ciudad actual.
4 Las ciudades de Ciudad Mendoza, Nogales y Río Blanco se consideran diferentes sedes, ya que participaron al mismo tiempo y cada equipo jugaba en su respectiva ciudad, pertenecen a La Zona metropolitana de Orizaba y así se indica en el mapa.

### Equipos y mánager campeones
Para la lista completa desde 1925, véase Equipos y mánager campeones de la LMB.
Con 17 títulos, los Diablos Rojos del México son los máximos ganadores de la liga, seguidos por los Tigres de Quintana Roo con 12, los Sultanes de Monterrey con 10, El Águila de Veracruz con 6 y, con 5, los Tecolotes de Dos Laredos, los Leones de Yucatán y los Pericos de Puebla.
En cuanto a los mánagers, el cubano Lázaro Salazar es el que tiene más títulos con un total de 7, además de haber ganado el único tricampeonato en la historia de la liga (1947-1949) con Monterrey. Entre los mexicanos, Benjamín "Cananea" Reyes tiene 6 títulos, 5 de ellos con los Diablos Rojos del México, convirtiéndose en el mánager mexicano con más títulos en la liga, así como el que tiene más campeonatos con un mismo equipo.

#### Campeonatos por Club
A continuación se muestran los campeonatos por club desde la primera temporada:
| Equipo                      | Campeonatos | Subcampeonatos | Años de los campeonatos                                                                              | Años subcampeón                                                                                      |  |
| --------------------------- | ----------- | -------------- | --- | --- |  |
| Diablos Rojos del México    | 17          | 17             | 1956, 1964, 1968, 1973, 1974, 1976, 1981, 1985, 1987, 1988, 1994, 1999, 2002, 2003, 2008, 2014, 2024 | 1940, 1941, 1946, 1947, 1957, 1958, 1963, 1966, 1970, 1977, 1991, 1995, 1996, 1997, 2000, 2001, 2011 |  |
| Tigres de Quintana Roo      | 12          | 6              | 1955, 1960, 1965, 1966, 1992, 1997, 2000, 2001(1), 2005(1), 2011, 2013, 2015                         | 1956, 1982, 1999, 2002, 2003, 2009                                                                   |  |
| Sultanes de Monterrey       | 10          | 12             | 1943, 1947, 1948(2), 1949, 1962, 1991, 1995, 1996, 2007, O2018                                       | 1942, 1944, 1953, 1969, 1986, 1994, 2006, 2008, 2013, P2018, 2022, 2024                              |  |
| El Águila de Veracruz       | 6           | 4              | 1937, 1938, 1952, 1961, 1970, 2012                                                                   | 1939, 1960, 1962, 1968                                                                               |  |
| Tecolotes de Nuevo Laredo   | 5           | 7              | 1953, 1954, 1958, 1977, 1989(3)                                                                      | 1945, 1955, 1959, 1985, 1987, 1992, 1993                                                             |  |
| Pericos de Puebla           | 5           | 7              | 1963, 1979(4), 1986(4), 2016, 2023                                                                   | 1948, 1961, 1964, 1965, 2010, 2014, 2017                                                             |  |
| Leones de Yucatán           | 5           | 5              | 1957, 1984, 2006, P2018, 2022                                                                        | 1954, 1989, 2007, 2019, 2021                                                                         |  |
| Azules de Veracruz          | 4           | -              | 1940, 1941, 1944, 1951                                                                               | |  |
| Alijadores de Tampico       | 3           | -              | 1945, 1946, 1975                                                                                     | |  |
| Algodoneros de Unión Laguna | 2           | 8              | 1942, 1950                                                                                           | 1943, 1949, 1952, 1974, 1976, 1978, 1990, 2023                                                       |  |
| Saraperos de Saltillo       | 2           | 6              | 2009, 2010                                                                                           | 1971, 1972, 1973, 1988, 2004, 2005                                                                   |  |
| Agrario de México           | 2           | 2              | 1935, 1936                                                                                           | 1937, 1938                                                                                           |  |
| Tigres de Comintra          | 2           | 1              | 1930, 1933                                                                                           | 1935                                                                                                 |  |
| Charros de Jalisco          | 2           | 1              | 1967, 1971                                                                                           | 1950                                                                                                 |  |
| Cafeteros de Córdoba        | 2           | 1              | 1939, 1972                                                                                           | 1975                                                                                                 |  |
| Toros de Tijuana            | 2           | 1              | 2017, 2021                                                                                           | 2016                                                                                                 |  |
| Piratas de Campeche         | 2           | -              | 1983, 2004                                                                                           | |  |
| Indios de Ciudad Juárez     | 1           | 3              | 1982                                                                                                 | 1979, 1983, 1984                                                                                     |  |
| Broncos de Reynosa          | 1           | 2              | 1969                                                                                                 | 1967, 1981                                                                                           |  |
| Acereros de Monclova        | 1           | 2              | 2019                                                                                                 | 1998, 2015                                                                                           |  |
| Leones de Obras Públicas    | 1           | 1              | 1931                                                                                                 | 1930                                                                                                 |  |
| Rieleros de Aguascalientes  | 1           | 1              | 1978                                                                                                 | 2012                                                                                                 |  |
| Guerreros de Oaxaca         | 1           | 1              | 1998                                                                                                 | O2018                                                                                                |  |
| 74 Regimiento de Puebla     | 1           | -              | 1925                                                                                                 | |  |
| Ocampo de Jalapa            | 1           | -              | 1926                                                                                                 | |  |
| Gendarmería de México       | 1           | -              | 1927                                                                                                 | |  |
| Policía del DF              | 1           | -              | 1928                                                                                                 | |  |
| Chiclets Adams de México    | 1           | -              | 1929                                                                                                 | |  |
| Tráfico de México           | 1           | -              | 1932                                                                                                 | |  |
| Monte de Piedad de México   | 1           | -              | 1934                                                                                                 | |  |
| Petroleros de Poza Rica     | 1           | -              | 1959                                                                                                 | |  |
| Bravos de León              | 1           | -              | 1990                                                                                                 | |  |
| Olmecas de Tabasco          | 1           | -              | 1993                                                                                                 | |  |
| Club México                 | -           | 2              | | 1925, 1927                                                                                           |  |
| Pachuca de Hidalgo          | -           | 2              | | 1932, 1933                                                                                           |  |
| Tuneros de San Luis         | -           | 2              | | 1934, 1951                                                                                           |  |
| Carmona de México           | -           | 1              | | 1926                                                                                                 |  |
| Bravo Izquierdo de Puebla   | -           | 1              | | 1928                                                                                                 |  |
| Delta de México             | -           | 1              | | 1929                                                                                                 |  |
| Comunicaciones de México    | -           | 1              | | 1931                                                                                                 |  |
| Lomas de México             | -           | 1              | | 1936                                                                                                 |  |

#### Enfrentamientos con más repeticiones en Serie Final/Serie del Rey
| Serie                                                | Finales |
| ---------------------------------------------------- | ------- |
| Tigres de Quintana Roo(1)-Diablos Rojos del México   | 8       |
| Sultanes de Monterrey-Diablos Rojos del México       | 6       |
| Leones de Yucatán-Sultanes de Monterrey              | 4       |
| Tecolotes de Nuevo Laredo-Diablos Rojos del México   | 3       |
| Tigres de Quintana Roo(1)-Tecolotes de Nuevo Laredo  | 2       |
| Diablos Rojos del México-Saraperos de Saltillo       | 2       |
| Diablos Rojos del México-Algodoneros de Unión Laguna | 2       |
| Tigres de Quintana Roo(1)-Saraperos de Saltillo      | 2       |
| Pericos de Puebla-Toros de Tijuana                   | 2       |

#### Campeonatos por Entidad Federativa
A continuación se muestran los campeonatos por entidad federativa, por cantidad de títulos y cronológicamente:
| Estado           | Equipos | Campeonatos |
| ---------------- | --- | ----------- |
| Ciudad de México | Diablos Rojos del México(17) Tigres Capitalinos(8)(1) Azules de Veracruz(4) Tigres de Comintra(2) Agrario de México(2) Gendarmería de México(1) Policía del DF(1) Chiclets Adams de México(1) Leones de Obras Públicas(1) Tráfico de México(1) Monte de Piedad de México(1) | 39          |
| Nuevo León       | Sultanes de Monterrey(2) | 10          |
| Veracruz         | El Águila de Veracruz(6) Cafeteros de Córdoba(2) Ocampo de Jalapa(1) Petroleros de Poza Rica(1) | 10          |
| Tamaulipas       | Tecolotes de Nuevo Laredo(5)(3) Alijadores de Tampico(3) Broncos de Reynosa(1) | 9           |
| Puebla           | Pericos de Puebla(5)(4) 74 Regimiento de Puebla(1) Tigres de la Angelópolis(1) | 7           |
| Coahuila         | Saraperos de Saltillo(2)(5) Unión Laguna de Torreón(2) Acereros de Monclova(1) | 5           |
| Yucatán          | Leones de Yucatán | 5           |
| Quintana Roo     | Tigres de Quintana Roo(1) | 3           |
| Baja California  | Toros de Tijuana | 2           |
| Campeche         | Piratas de Campeche | 2           |
| Jalisco          | Charros de Jalisco | 2           |
| Aguascalientes   | Rieleros de Aguascalientes | 1           |
| Chihuahua        | Indios de Ciudad Juárez | 1           |
| Guanajuato       | Bravos de León | 1           |
| Oaxaca           | Guerreros de Oaxaca | 1           |
| Tabasco          | Olmecas de Tabasco | 1           |

#### Tendencias de la Serie Final/Serie del Rey
Series decididas en 2 juegos: 2 (1928 y 1955).
Series decididas en 3 juegos: 2 (1929 y 1937).
Series decididas en 4 juegos: 9 (1925, 1949, 1974, 1982, 1995, 1998, 2011, 2014 y 2024).
Series decididas en 5 juegos: 22 (1933, 1951, 1975, 1977, 1978, 1985, 1986, 1987, 1988, 1990, 1993, 1996, 1997, 2000, 2003, 2004, 2006, 2008, 2010, 2013, 2015 y 2017).
Series decididas en 6 juegos: 15 (1950, 1966, 1970, 1972, 1976, 1984, 1989, 1992, 1999, 2001, 2005, 2009, 2016, O2018 y 2023).
Series decididas en 7 juegos: 14 (1971, 1973, 1979, 1981, 1983, 1991, 1994, 2002, 2007, 2012, P2018, 2019, 2021 y 2022).
1 En total el club Tigres ha ganado 12 campeonatos. Los primeros 8 en la Ciudad de México, el noveno en Puebla y los últimos 3 en Cancún.
2 Los primeros 3 campeonatos los ganaron bajo el nombre de Industriales de Monterrey.
3 El Campeonato de 1989 lo ganaron bajo el nombre de Tecolotes de los Dos Laredos.
4 El Campeonato de 1979 lo ganaron bajo el nombre de Ángeles de Puebla y el de 1986 como Ángeles Negros de Puebla.
5 El Campeonato de 1980 no es aceptado oficialmente por las Ligas Menores de Béisbol.

### Tabla Histórica de la Liga Mexicana
Para las estadísticas de todos los equipos que han participado en la LMB, véase Tabla Histórica de la Liga Mexicana de Béisbol.
A lo largo de la historia de la liga, los Diablos Rojos del México son el equipo con más partidos ganados tanto en temporada regular como en postemporada; además es el equipo con más campeonatos en la liga y el segundo con más temporadas jugadas.
A continuación, los Sultanes de Monterrey son el segundo equipo más ganador de la liga y el que más temporadas ha jugado; aunque en el renglón de campeonatos son el tercer lugar, los Tigres de Quintana Roo, quienes son el tercer equipo más ganador y han jugado 65 temporadas, en un principio en la Ciudad de México, son el segundo equipo con más títulos en la historia del circuito.
Después, El Águila de Veracruz es el cuarto lugar en juegos ganados y temporadas jugadas, los Pericos de Puebla son el quinto lugar en juegos ganados, aunque estos dos clubes no lo hicieron de manera consecutiva como los equipos anteriores.

## Equipos participantes
| Liga Mexicana de Béisbol 2025 |                              |           |                      |                                        |                             |             |
| Zona                          | Equipo                       | Fundación | Mánager              | Ciudad                                 | Estadio                     | Capacidad   |
| Norte                         | Acereros de Monclova         | 1974      | Homar Rojas          | Monclova, Coahuila                     | Kickapoo Lucky Eagle        | 8,500       |
| Norte                         | Algodoneros de Unión Laguna  | 1940      | José Molina          | Torreón, Coahuila                      | Revolución                  | 7,689       |
| Norte                         | Caliente de Durango          | 2024      | Ronny Paulino        | Durango, Durango                       | Francisco Villa             | 4,983       |
| Norte                         | Charros de Jalisco           | 1949      | Benjamín Gil         | Zapopan, Jalisco                       | Panamericano                | 16,500      |
| Norte                         | Dorados de Chihuahua         | 1936      | José "Tony" Valentín | Chihuahua, Chihuahua                   | Monumental Chihuahua        | 15,500      |
| Norte                         | Rieleros de Aguascalientes   | 1975      | José Amado           | Aguascalientes, Aguascalientes         | Alberto Romo Chávez         | 6,496       |
| Norte                         | Saraperos de Saltillo        | 1970      | Enrique Che Reyes    | Saltillo, Coahuila                     | Francisco I. Madero         | 11,000      |
| Norte                         | Sultanes de Monterrey        | 1939      | Roberto Kelly        | Monterrey, Nuevo León                  | Wal-Mart Park               | 21,803      |
| Norte                         | Tecolotes de los Dos Laredos | 1940      | Félix Fermín         | Nuevo Laredo, Tamaulipas Laredo, Texas | La Junta Uni-Trade          | 5,000 6,000 |
| Norte                         | Toros de Tijuana             | 2004      | Oscar Robles         | Tijuana, Baja California               | Chevron                     | 17,000      |
| Sur                           | Bravos de León               | 1978      | Matías Carrillo      | León, Guanajuato                       | Domingo Santana             | 6,500       |
| Sur                           | Conspiradores de Querétaro   | 2022      | José Offerman        | Huimilpan, Querétaro                   | Finsus Conspiradores        | 6,800       |
| Sur                           | Diablos Rojos del México     | 1940      | Lorenzo Bundy        | Iztacalco, Ciudad de México            | Alfredo Harp Helú           | 20,062      |
| Sur                           | El Águila de Veracruz        | 1903      | Nestor Rojas         | Boca del Río, Veracruz                 | Universitario "Beto Ávila"  | 7,319       |
| Sur                           | Guerreros de Oaxaca          | 1996      | Luis Carlos Rivera   | Oaxaca, Oaxaca                         | Eduardo Vasconcelos         | 7,200       |
| Sur                           | Leones de Yucatán            | 1954      | Ramón Santiago       | Mérida, Yucatán                        | Parque Kukulcán Alamo       | 14,917      |
| Sur                           | Olmecas de Tabasco           | 1975      | Willie Romero        | Villahermosa, Tabasco                  | Centenario 27 de Febrero    | 6,600       |
| Sur                           | Pericos de Puebla            | 1938      | Russell Vásquez      | Puebla, Puebla                         | Hermanos Serdán             | 9,200       |
| Sur                           | Piratas de Campeche          | 1980      | Cory Snyder          | Campeche, Campeche                     | Nelson Barrera Romellón     | 4,190       |
| Sur                           | Tigres de Quintana Roo       | 1955      | C.J. Rutherford      | Cancún, Quintana Roo                   | Sherwin-Williams Beto Ávila | 10,285      |

## Sistema de competencia

### Temporada regular
La temporada regular de la Liga Mexicana de Béisbol consta en la actualidad de 93 juegos en un rol corrido. El rol regular comienza a principios del mes de abril y termina en el mes de septiembre. Los partidos se juegan de martes a domingo en series de 3 juegos, una serie se programa para jugar los días lunes. A mitad de temporada se tiene un receso en el que se realiza el Juego de Estrellas, el Home Run Derby y las premiaciones a los mejores jugadores de la campaña anterior.

### Juego de Estrellas
Durante el receso de mitad de campaña (en la pausa entre ambas vueltas) se realiza en la actualidad un Juego de Estrellas entre los mejores jugadores de las zonas Norte y Sur. Generalmente se efectúa en la última semana de junio o a principios de julio.
El mánager del equipo de cada zona, es el mánager del club campeón de zona del año anterior. Este honor se le otorga a la persona y no al equipo, por lo que es posible que el seleccionado no siga perteneciendo al equipo con el cual ganó.
Los aficionados pueden votar por sus jugadores favoritos a través de la página oficial de la liga.

### Postemporada
Al final de la temporada regular se realiza una postemporada, la cual en la actualidad consiste en que los mejores 6 equipos de cada zona participan en series de eliminación directa. A los equipos ganadores de cada zona se les entrega el Trofeo del Aro de Pelota, el cual los acredita como campeones de zona. Los campeones de cada zona se enfrentan en la Serie del Rey por la Copa Zaachila, la cual los acredita como el campeón de la liga.
Los 6 equipos clasificados de cada zona se enfrentan en series de la siguiente manera:
- 1° lugar vs 6° lugar
- 2° lugar vs 5° lugar
- 3° lugar vs 4° lugar

Avanzan los tres ganadores de cada zona, más el mejor perdedor de los tres derrotados. La estructura de la postemporada es de la siguiente manera:
- Primer Play Off: Una serie entre los 6 equipos mejor ubicados en cada zona, el que gane 4 de 7 juegos avanza a las Series de Zona.
- Series de Zona: Los equipos que ganen la serie del Primer Play Off, más el mejor perdedor, se enfrentan de la misma manera, los mejores ubicados empiezan la serie como locales, el que gane 4 de 7 juegos avanza a la Serie de Campeonato.
- Serie de Campeonato: Los equipos que ganen la serie del Series de Zona disputan el Trofeo del Aro de Pelota, el equipo que gane 4 de 7 juegos es el Campeón de Zona.
- Serie del Rey: Los Campeones de Zona se enfrentan en una serie a ganar 4 de 7 juegos para disputarse la Copa Zaachila, y acreditarse como los Campeones de la LMB.

## Futuras expansiones
Se aprobó por unanimidad que haya una expansión en la LMB de 18 a 20 clubes, con previo análisis de las solicitudes de ingreso, con base en el orden cronológico en el cual se hicieron, las posibles plazas serían:
- Conspiradores de Querétaro: A mediados del 2022, la liga mostró interés por llevar una franquicia a esta ciudad. El 9 de noviembre de 2022, en una conferencia de prensa, se confirma un nuevo equipo en Querétaro, bajo el mote de "Conspiradores". Ingresarán a la liga en la temporada 2024.
- Dorados de Chihuahua: Tras su desaparición en la temporada 2011, manifestó su interés en 2016 y de nuevo en 2022.[25][26]

## Récords
Para los líderes de todos los tiempos de la LMB, véase Récords de la Liga Mexicana de Béisbol.
Para los campeones individuales de la LMB desde 1937, véase Campeones Individuales de la Liga Mexicana de Béisbol.
Para los novatos del año de la LMB desde 1937, véase Novatos del Año de la Liga Mexicana de Béisbol.

### Mánagers con Más Campeonatos
A continuación se muestran los mánagers que más campeonatos han ganado en la historia de la liga.
| N.º | Nombre                     | Títulos | Equipos |
| --- | -------------------------- | ------- | --- |
| 1   | Lázaro Salazar             | 7       | Cafeteros de Córdoba (1939) / Azules de Veracruz (1941) / Industriales de Monterrey (1943), (1947), (1948) Sultanes de Monterrey (1949) / Diablos Rojos del México (1956) |
| 2   | Benjamín "Cananea" Reyes   | 6       | Charros de Jalisco (1971) / Diablos Rojos del México (1974), (1976), (1985), (1987), (1988)                                                                               |
| 3   | Roberto "Chapo" Vizcarra   | 4       | Tigres de Quintana Roo (2013), (2015) / Leones de Yucatán (P2018), (2022)                                                                                                 |
| 4   | Guillermo "Memo" Garibay   | 3       | Unión Laguna de Torreón (1950) / Tigres Capitalinos (1960) / Charros de Jalisco (1967)                                                                                    |
| 4   | Francisco "Paquín" Estrada | 3       | Piratas de Campeche (1983), (2004) / Bravos de León (1990) |
| 4   | Dan Firova                 | 3       | Tigres Capitalinos (1997), (2000), (2001) |

### Líderes
A continuación se muestran a los líderes individuales de los departamentos de Bateo y de Pitcheo de todos los tiempos y en una temporada en la historia del circuito.

#### Bateo
| Categoría           | Todos los Tiempos | Todos los Tiempos | Todos los Tiempos | En una Temporada   | En una Temporada | En una Temporada         | En una Temporada |
| Categoría           | Nombre            | Periodo           | Marca             | Nombre             | Año              | Equipo                   | Marca            |
| Porcentaje          | Alfred Pinkston   | 1959-1965         | .372              | Alfonso Nieto      | 1937             | Agricultura de México    | .476             |
| Carreras Producidas | Nelson Barrera    | 1977-2002         | 1,927             | Willie Mays Aikens | 1986             | Ángeles Negros de Puebla | 154              |
| Home Runs           | Nelson Barrera    | 1977-2002         | 455               | Jack Pierce        | 1986             | Bravos de León           | 54               |
| Bases Robadas       | Luis Arredondo    | 1990-2013         | 527               | Mike Cole          | 1989             | Ganaderos de Tabasco     | 100              |

#### Pitcheo
| Categoría       | Todos los Tiempos | Todos los Tiempos | Todos los Tiempos | En una Temporada                   | En una Temporada | En una Temporada                         | En una Temporada |
| Categoría       | Nombre            | Periodo           | Marca             | Nombre                             | Año              | Equipo                                   | Marca            |
| Efectividad     | Vicente Romo      | 1963-1986         | 2.49              | André Rienzo                       | 2018             | Acereros del Norte                       | 0.76             |
| Juegos Ganados  | Ramón Arano       | 1959-2001         | 334               | Ramón Bragaña                      | 1944             | Azules de Veracruz                       | 30               |
| Ponches         | Jesús Ríos        | 1984-2006         | 2,549             | José Ramón López                   | 1966             | Sultanes de Monterrey                    | 309              |
| Juegos Salvados | Isidro Márquez    | 1985-2011         | 301               | Luis Ignacio Ayala José Juan López | 1999 2001        | Saraperos de Saltillo Broncos de Reynosa | 41               |

### Ganadores de la Triple Corona
A continuación se muestran a los ganadores de la Triple Corona tanto de Bateo como de Pitcheo en la historia del circuito.

#### Bateo
| Temporada | Nombre                 | Equipo                                       | PCT  | CP  | HR |
| --------- | ---------------------- | -------------------------------------------- | ---- | --- | -- |
| 1940      | James "Cool Papa" Bell | Unión Laguna de Torreón / Azules de Veracruz | .437 | 79  | 12 |
| 1943      | Burnis "Bill" Wright   | Diablos Rojos del México                     | .366 | 70  | 13 |
| 1951      | Ángel Castro           | Azules de Veracruz                           | .354 | 79  | 22 |
| 1952      | René González          | El Águila de Veracruz                        | .370 | 84  | 21 |
| 1956      | Alonso Perry           | Diablos Rojos del México                     | .392 | 118 | 28 |
| 1995      | Ty Gainey              | Diablos Rojos del México                     | .411 | 115 | 27 |
| 2008      | Kit Pellow             | Saraperos de Saltillo                        | .385 | 107 | 34 |

PCT = Porcentaje de Bateo.

CP = Carreras Producidas.

HR = Home Runs.

#### Pitcheo
| Temporada | Nombre                        | Equipo                   | JG-JP | PCT   | PCL  | P   |
| --------- | ----------------------------- | ------------------------ | ----- | ----- | ---- | --- |
| 1938      | Martín Dihigo                 | El Águila de Veracruz    | 18-2  | 0.900 | 0.90 | 184 |
| 1942      | Martín Dihigo                 | Unión Laguna de Torreón  | 22-7  | 0.759 | 2.53 | 211 |
| 1955      | Fred Waters                   | Tigres Capitalinos       | 18-3  | 0.857 | 2.06 | 126 |
| 1956      | Francisco "Panchillo" Ramírez | Diablos Rojos del México | 20-3  | 0.870 | 2.25 | 148 |
| 2004      | Francisco Campos              | Piratas de Campeche      | 12-2  | 0.857 | 1.47 | 99  |

JG = Juegos Ganados.

JP = Juegos Perdidos.

PCT = Porcentaje de Juegos Ganados y Perdidos.

PCL = Porcentaje de Carreras Limpias.

P = Ponches.

### Juegos Perfectos
Para el listado de los "Juegos Sin Hit Ni Carrera" en la historia de la LMB, véase Juegos Sin Hit Ni Carrera.
A continuación se muestran a los 10 lanzadores que han logrado el "Juego Perfecto" de manera individual, y a los otros tres que de manera combinada lo han conseguido en la historia de la LMB.
| Fecha        | Temporada | Nombre                                                            | Equipo                     | Resultado | Rival                        | Lugar                          | Entradas |
| ------------ | --------- | ----------------------------------------------------------------- | -------------------------- | --------- | ---------------------------- | ------------------------------ | -------- |
| 14 de agosto | 1953      | Ramiro Cuevas                                                     | Tecolotes de Nuevo Laredo  | 1-0       | Diablos Rojos del México     | México, D. F.                  | 9        |
| 24 de marzo  | 1971      | Francisco Maytorena(7) Héctor Manuel Díaz(7) Nicolás García(7)(8) | Tigres Capitalinos         | 3-0       | Rojos del Águila de Veracruz | México, D. F.                  | 1 3 3    |
| 30 de junio  | 1972      | Andrés Ayón                                                       | Saraperos de Saltillo      | 9-0       | Sultanes de Monterrey        | Monterrey, Nuevo León          | 7        |
| 21 de junio  | 1978      | Diego Seguí                                                       | Cafeteros de Córdoba       | 5-0       | Tecolotes de Nuevo Laredo    | Córdoba, Veracruz              | 7        |
| 12 de julio  | 1978      | Horacio Piña                                                      | Rieleros de Aguascalientes | 3-0       | Diablos Rojos del México     | Aguascalientes, Aguascalientes | 9        |
| 26 de abril  | 1981      | Víctor García                                                     | Tecolotes de Nuevo Laredo  | 1-0       | Indios de Ciudad Juárez      | Nuevo Laredo, Tamaulipas       | 7        |
| 10 de junio  | 1984      | Jairo Valenzuela                                                  | Saraperos de Saltillo      | 5-0       | Cafeteros de Córdoba         | Córdoba, Veracruz              | 7        |
| 14 de abril  | 1985      | Herminio Domínguez                                                | Piratas de Campeche        | 1-0       | Cafeteros de Córdoba         | Campeche, Campeche             | 9        |
| 2 de junio   | 1992      | Don Heinkel                                                       | Piratas de Campeche        | 7-0       | Diablos Rojos del México     | Campeche, Campeche             | 7        |
| 7 de agosto  | 2005      | Óscar Rivera(9)                                                   | Leones de Yucatán          | 1-0       | Guerreros de Oaxaca          | Mérida, Yucatán                | 9        |
| 30 de mayo   | 2006      | Pasqual Coco                                                      | Acereros del Norte         | 6-0       | Tigres de la Angelópolis     | Puebla, Puebla                 | 5        |

7 Únicos lanzadores en conseguir el juego perfecto de manera combinada en la historia de la LMB.
8 Único lanzador en conseguir tanto el juego perfecto como el juego sin hit ni carrera en la misma temporada de manera combinada en la historia de la LMB.
9 Único lanzador en conseguir el juego perfecto en postemporada en la historia de la LMB.

## Cobertura en los medios

### Televisión
Los canales de televisión abierta que se transmiten a nivel nacional históricamente le han dado muy poca cobertura a la Liga Mexicana de Béisbol. A diferencia de la televisión nacional, las televisoras locales si han emitido muchos partidos del equipo de la localidad a la que están dirigidas. En tanto la televisión de paga, se ha caracterizado por darle cobertura destacable a los torneos de béisbol, y en el caso de la "LMB", en sus inicios los canales de Sky Sports, AYM Sports, y TVC Deportes, transmitieron partidos desde las diferentes plazas de la liga. Cabe destacar que Sky Sports, también fue la emisora oficial de los juegos en casa de los Diablos Rojos del México y Sultanes de Monterrey; por lo que fue el canal que contó con la mayor cobertura de la liga.
A partir de 2008, después de 10 años de transmitir ininterrumpidamente la "LMB", la cadena internacional ESPN dio por finalizado su acuerdo. Al parecer, se debió a que la cadena tenía numerosos compromisos deportivos en 2008; sin embargo, todavía tenía un año de contrato, por lo que ESPN transmitiría la Serie Final, mientras que el Juego de Estrellas, que antes transmitía dicha cadena, ahora sería transmitido por TVC Deportes.[cita requerida]
En 2012 la cadena TVC Deportes y la Liga Mexicana de Béisbol firmaron una alianza de difusión para las siguientes tres temporadas. Con base en ello, TVC Deportes transmitió en vivo desde Monterrey, el Home Run Derby "Héctor Espino", el Juego de Estrellas "Ramón Arano" y el Juego de Futuras Estrellas 2012. Asimismo, TVC Deportes también transmitió la Serie del Rey.
A partir de la temporada 2015 nuevamente la cadena ESPN fue la encargada de transmitir y promover los eventos estelares del circuito, ya que firmaron un acuerdo por los próximos cuatro años para la cobertura exclusiva del Juego de Estrellas, HR Derby y Serie del Rey hasta el 2018, sin embargo, este acuerdo solamente duró un año, ya que a partir de la temporada 2016, Televisa Deportes Network obtuvo los derechos de transmisión del Home Run Derby "Andrés Mora 2016", presentado por "Tostitos" y el "Juego de Estrellas Tostitos 2016", además de la Serie del Rey; así como la transmisión de tres juegos semanales (jueves, viernes y domingos) de temporada regular a través de Univisión TDN.
Para la temporada 2018, la LMB renovó su convenio de difusión con Televisa Deportes Network, cadena por la cual se transmitirían dos juegos semanales (jueves y domingo), así como el Juego de Estrellas y las dos Series del Rey, todos por la señal de Univisión TDN. Por otra parte, TV Azteca y la LMB anunciaron un convenio que incluiría la transmisión de la Serie del Rey 2017, así como los dos campeonatos y postemporadas de 2018, con lo que se dio el regreso formal de la LMB a la televisión abierta. En 2018, la LMB continuaría con la difusión de los juegos del circuito incluyendo las dos Series del Rey 2018, así como de los dos campeonatos y postemporadas de este año, por el canal a+ todos los sábados mediante la marca Home Run Azteca "La casa del Rey".
Para 2021, la LMB centraliza los derechos de transmisión y realiza convenios de difusión y transmisión con ESPN por 2 años para transmitir 150 juegos de temporada regular, entre los que incluye 14 juegos a la semana, 2 en televisión y los otros 12 en la plataforma de ESPN Play, además de incluir el juego del día inaugural, una serie de zona y serie de campeonato, junto con la serie del Rey. Así mismo retornan a los juegos de circuito y continuando con el retorno a la televisión abierta se llegaron a más acuerdos, como el trato con Grupo Multimedios para transmitir partidos a nivel local y nacional a través de Canal 6, otro que destaca es el logrado con Canal 11 para transmitir 2 juegos a la semana y la Serie del Rey. Además de estos, también se lograron otros con Azteca, continuando con la marca de Home Run Azteca, aunque ahora en su plataforma digital en el que además de transmitir 2 juegos semanales se añade una cobertura digital de 380 minutos semanales. Y por último Claro Sports en el que transmitiría 3 juegos semanales en su multiplataforma de Claro Sports, Claro Video y MARCA Claro en YouTube. Más tarde, Televisa a través de TUDN, se unió a las transmisiones de la Liga Mexicana, primero con un formato dinámico e innovador, en el que a través de Grand Slam TUDN transmitiría todos los miércoles en vivo las mejores acciones de todos los partidos que se jueguen en simultáneo (generalmente a las 19:00 h, Tiempo Centro de México), a la par de ello también transmitiría partidos algunos viernes, así como algunos juegos de las Series de Zona y Campeonato, además de la Serie del Rey, dicho acuerdo fue valido de 2021 a 2023.
En 2022, la televisora de paga Fox Sports se unió como cadena oficial para transmitir la Liga Mexicana de Béisbol, con 4 juegos semanales por sus canales de televisión, mientras que se renovó el acuerdo con Canal Once para continuar sus transmisiones en cadena nacional, el cual incluye el juego inaugural, 2 juegos semanales (que en total serían 22 juegos de temporada regular), seis juegos de playoffs (dos por cada ronda) y toda la Serie del  Rey. Así mismo, hicieron sus apariciones las plataformas de streaming, ya que ESPN mudó sus contenidos de ESPN Play a Star+ sin perder las transmisiones en los canales de televisión de paga, mientras que TUDN hizo lo propio mediante su plataforma ViX en la que también tendría juegos en exclusiva, y en simultáneo con TUDN, a ello responden también una serie de modificaciones en el que se agregan los juegos de lunes por la noche, y el intento de reducir la duración de los juegos, con la búsqueda de "afianzarse como un buen producto de televisión".
Para 2023, se sumaron aún más televisoras a las transmisiones de la liga mexicana pues Hi Sports TV llegó a un acuerdo para transmitir tres juegos a la semana, además de la emisión de un programa magazine de la liga. Así mismo, TVC Deportes se reincorporó a las mismas con las transmisiones de dos juegos a la semana, en tanto que se anunció un nuevo acuerdo con TUDN/ViX para la emisión de, en promedio, 4 juegos a la semana por televisión y streaming, a las que se suma la continuidad del formato Grand Slam TUDN.El 13 de septiembre se dio a conocer un nuevo acuerdo con ESPN hasta 2028, el cual incluye 204 partidos por temporada (incluyendo juegos de la temporada regular, el Home Run Derbie, el Juego de Estrellas y toda la postemporada), así como la emisión de otras competiciones relacionadas con la LMB como la Baseball Champions League y la Liga Mexicana de Softbol a través de sus canales lineales y el servicio de streaming Star+ (desde 2024 Disney+) para todo Latinoamérica.Meses después, el 21 de noviembre se reveló que Fox Sports había renovado sus derechos para transmitir 6 juegos por semana así como el Home Run Derbie, el Juego de Estrellas y toda la postemporada.

### Radio
La Liga Mexicana de Béisbol tiene un convenio con la Cadena RASA, por medio del cual, la empresa radiofónica tiene los derechos para transmitir en exclusiva para toda la República Mexicana, el Juego de Estrellas y la Serie Final de la LMB, así como también, algún otro evento beisbolístico de relevancia nacional que se presente. Para lograrlo, la Cadena RASA se enlaza con todas sus estaciones a lo largo del territorio mexicano, logrando que en cualquier parte se puedan escuchar los partidos. Gustavo Torrero, un reconocido comentarista de béisbol en radio y televisión, es el líder del proyecto; al mismo tiempo es narrador junto con Javier Figueroa y algunos otros comentaristas invitados.
Cadena RASA es el único medio radiofónico que transmite a nivel nacional, que se preocupa por darle espacios al béisbol; además del convenio con la LMB, su programa deportivo "Marcador Final" le da importancia especial al béisbol. Dicho programa se transmite los domingos a las 6 de la tarde en las diferentes estaciones de la empresa en toda la República, con los comentarios de Gustavo Torrero (conductor), Leonardo Hernández, Javier Figueroa, y en su momento Pedro "Mago" Septién (Q. E. P. D.), quien era conocido como uno de los mejores cronistas deportivos de todos los tiempos, en especial de béisbol.
Además de esto, todos los equipos cuentan con transmisión de sus partidos a través de la radio local.

### Internet
Desde la temporada 2014 la LMB trabaja de la mano de AYM Sports, empresa que transmite en Internet los juegos del circuito, mediante la compra de tarjetas de prepago. La contratación del servicio se puede hacer en la página web LMB.TV.
Asimismo, Cinépolis y la Liga Mexicana de Béisbol (LMB) lograron una sinergia histórica para la difusión del circuito por medio de Cinépolis KLIC, ya que a partir de la postemporada 2017 algunos de los encuentros de la LMB serían transmitidos en vivo vía streaming por dicha plataforma.
Por otro lado, la LMB firmó un acuerdo único en su tipo con Facebook, para transmitir en exclusiva un total de 132 juegos de temporada regular y ocho de Playoffs (cuatro por cada campeonato) durante su Temporada "Alfredo Harp Helú" 2018, a través de Facebook Live. Estas transmisiones serían gratuitas y estarían disponibles a partir del 22 de marzo de dicho año en la página de Facebook de la LMB.
Por otra parte, la LMB también anunció como su Digital Broadcaster a Twitter para la Temporada 2018, mediante el cual se transmitirían 2 juegos semanales.
En 2021, dentro de los ambiciosos acuerdos de transmisión por televisión, anunciaron el lanzamiento en conjunto con Stream Viral, de la plataforma de OTT, JONRON.TV, en el que incluye la transmisión en vivo de todos los partidos de la LMB y los resúmenes de estos. El precio de suscripción quedó fijado en $549 MXN, con un descuento de $100 MXN durante junio de 2021 ($449 MXN), mientras que a nivel internacional el precio de suscripción es de $35 USD, y con el descuento, sería de $25 USD.

### Radio y televisión por equipo
Actualizado al 17 de abril de 2018.
| Equipo                       | Radio                                                                 | Televisión |
| ---------------------------- | --------------------------------------------------------------------- | --- |
| Acereros del Norte           | La Mejor 96.3 FM, Página web.                                         | Canal 4 de Monclova*, Página web. AYM Sports, Página web. Latin American Sports, Página web Archivado el 13 de abril de 2018 en Wayback Machine. iTV Deportes, Página web.                                                                                          |
| Algodoneros de Unión Laguna  | La Mexicana 105.1 FM, Página web.                                     | AYM Sports, Página web. Latin American Sports, Página web Archivado el 13 de abril de 2018 en Wayback Machine. iTV Deportes, Página web. Multimedios Televisión, Página web.                                                                                        |
| Bravos de León               | La Grande 95.5 FM, Página web.                                        | TV4*, Página web. AYM Sports, Página web. Latin American Sports, Página web Archivado el 13 de abril de 2018 en Wayback Machine. iTV Deportes, Página web. |
| Diablos Rojos del México     | W Deportes, Página web.                                               | Diablos Rojos Network, Página web. |
| Generales de Durango         | Generales Radio, Página web.                                          | AYM Sports, Página web. Latin American Sports, Página web Archivado el 13 de abril de 2018 en Wayback Machine. iTV Deportes, Página web. |
| Guerreros de Oaxaca          | CORTV, Página web Archivado el 8 de abril de 2016 en Wayback Machine. | CORTV*, Página web Archivado el 29 de septiembre de 2015 en Wayback Machine. AYM Sports, Página web. Latin American Sports, Página web (enlace roto disponible en Internet Archive; véase el historial, la primera versión y la última).. iTV Deportes, Página web. |
| Leones de Yucatán            | La Comadre 98.5 FM, Página web.                                       | Trecevisión*, Página web. Telesur*, Página web. AYM Sports, Página web. Latin American Sports, Página web Archivado el 13 de abril de 2018 en Wayback Machine. iTV Deportes, Página web.                                                                            |
| Olmecas de Tabasco           | XEVA 91.7 FM, Página web.                                             | TVT*, Página web. AYM Sports, Página web. Latin American Sports, Página web (enlace roto disponible en Internet Archive; véase el historial, la primera versión y la última).. iTV Deportes, Página web.                                                            |
| Pericos de Puebla            | La Magnifica 95.5 FM, Página web.                                     | Puebla TV*, Página web. AYM Sports, Página web. Latin American Sports, Página web Archivado el 13 de abril de 2018 en Wayback Machine. iTV Deportes, Página web. |
| Piratas de Campeche          | Voces Campeche 920 AM, Página web.                                    | TRC*, Página web. Telesur*, Página web. Telemar*, Página web. AYM Sports, Página web. Latin American Sports, Página web Archivado el 13 de abril de 2018 en Wayback Machine. iTV Deportes, Página web.                                                              |
| Rieleros de Aguascalientes   | Alternativa 92.7 FM, Página web.                                      | Canal 26*, Página web. AYM Sports, Página web. Latin American Sports, Página web Archivado el 13 de abril de 2018 en Wayback Machine. iTV Deportes, Página web. |
| Saraperos de Saltillo        | La estación del Gallito, Página web.                                  | RCG Televisión*, Página web. AYM Sports, Página web. Latin American Sports, Página web Archivado el 13 de abril de 2018 en Wayback Machine. iTV Deportes, Página web.                                                                                               |
| Sultanes de Monterrey        | La T Grande 990 AM, Página web.                                       | Sky Sports, Página web. |
| Tecolotes de los Dos Laredos | La Ranchera, Página web.                                              | AYM Sports, Página web. Latin American Sports, Página web Archivado el 13 de abril de 2018 en Wayback Machine. iTV Deportes, Página web. TVC Deportes, Página web. TVC Deportes 2, Página web.                                                                      |
| Tigres de Quintana Roo       | Caribe FM 106.7, Página web. SQCS, Página web.                        | ,internet tv Www.internettv.com |
| Toros de Tijuana             | Vida 1420 AM, Página web.                                             | AYM Sports, Página web. Toros Network, Página web. iTV Deportes, Página web. |

* Transmisión local.

## Liga Fantástica
Para el inicio de la temporada "Alfredo Harp Helú" 2018, la LMB anunció su nueva apuesta digital: Beisbol Fantasy, misma que arrancaría el 4 de abril del mismo año. Una propuesta que sería desarrollada en conjunto con Fanplei.
Con Beisbol Fantasy los aficionados tendrían la posibilidad de elegir jugadores y formar su equipo, compartir sus triunfos, vivir y sentir el drama que se desarrolla en un dugout. Además de leer noticias sobre los beisbolistas y las estadísticas de los mismos.

## Rivalidades de Liga Mexicana de Béisbol
La Liga Mexicana de Béisbol cuenta con diversas series entre las cuales existen rivalidades, muchas de estas, ya sea por su cercanía entre un equipo y otro, o bien, por el lado deportivo, en donde se llegaban a enfrentar en series definitivas por el campeonato.
Estos son algunos de los clásicos o rivalidades más significativos en el circuito mexicano de verano:
- Guerra Civil: Es la serie más esperada por la liga, protagonizada por Tigres y Diablos. Esta rivalidad nace en 1955, año en que se inaugura el Parque del Seguro Social, y en que nacen los —entonces— Tigres Capitalinos, estos equipos se han enfrentado en 9 series finales, con 5 títulos para los escarlatas y 4 para los bengalas.[81]
- Clásico Más Grande: el Clásico de la temporada es entre Sultanes de Monterrey VS Algodoneros Unión Laguna el partido más esperado con máxima rivalidad.

- Añeja rivalidad: La serie entre Diablos y Sultanes es otra rivalidad histórica del béisbol en México. La serie nace en 1940, en Monterrey cuando los Sultanes eran el Carta Blanca. Entre los momentos más destacados han sido un juego de 19 entradas, el juego con más carreras (45), y 5 enfrentamientos por el título de liga.[82]

- Clásico del Norte: Debido a la cercanía de apenas 85 km entre Saltillo y Monterrey, la serie entre Saraperos de Saltillo y Sultanes de Monterrey se convirtió rápidamente en una de las más enconadas de la zona norte desde que Saraperos se unió a la Liga Mexicana de Béisbol en el año de 1970. Dicha rivalidad también conocida como "La madre de todas las batallas",[83] destaca momentos como las series de playoffs en 1975 donde Sultanes agónicamente eliminó a Saraperos en 7 partidos o en 2001 cuando luego que en el sexto juego, lanzador norteamericano Mike Romano de Saraperos lanzó un juego sin hit de carrera, Sultanes eliminó en extrainnings a Saraperos en su casa con un cuadrangular del venezolano Roberto Zambrano quien estaba lesionado y prácticamente no podía caminar; así como también en la temporada 2010 en la cual Saraperos eliminó a Sultanes en su casa para coronarse campeón del norte y a la postre conseguir el bicampeonato sobre los Pericos de Puebla.

- Clásico Peninsular: Esta serie entre los Piratas de Campeche y los Leones de Yucatán es una rivalidad que tuvo origen en la temporada de 1980 cuando inician su participación en la liga los Piratas de Campeche y alimentada principalmente por la cercanía entre San Francisco de Campeche y Mérida.